# Viktor Klima
Viktor Klima (4 de junio de 1947) es un político socialdemócrata austriaco. Fue Canciller de Austria desde 1997 hasta su dimisión en 2000. También, se desempeñó como presidente de la filial argentina de Volkswagen.

## Trayectoria política
Nacido en Schwechat, Baja Austria, Klima empezó a trabajar para la compañía petrolera OMV en 1969, en la que permaneció hasta el principio de su carrera política en 1992, sirviendo en los últimos años como miembro del consejo de dirección. Aunque Klima era desconocido para la mayoría de austriacos, en 1992 el canciller federal Franz Vranitzky le nombró ministro de transportes e industria nacionalizada, un puesto que ejerció hasta 1996, cuando pasó a desempeñar el cargo de ministro de finanzas durante un año.
En 1997, tras la dimisión de Vranitzky, Klima fue investido canciller federal de Austria, lo que renovó la gran coalición entre su partido, (SPÖ) y el Partido Popular de Austria (ÖVP), con Wolfgang Schüssel como vicecanciller.
Probablemente influido por otros líderes europeos como Tony Blair, en el gobierno de Klima los socialdemócratas renunciaron a sus anhelos marxistas, y por tanto a sus raíces políticas y continuaron claramente la transición de la izquierda hacia el centro. Por ejemplo, llevaron a cabo nuevas privatizaciones y se redujeron muchos servicios dispuestos por las políticas del estado de bienestar.[cita requerida] En consecuencia, un alto porcentaje de los votantes tradicionales del partido, pertenecientes a la clase trabajadora, quedaron disgustados con Klima y su partido, al que abandonaron para apoyar al Partido de la Libertad de Austria, de extrema derecha, liderado por Jörg Haider. Sin embargo, como ocurrió con su predecesor Vranitzky, Klima anunció repetida y públicamente que no establecería ninguna coalición con el partido de Haider bajo ninguna circunstancia.
Tras las elecciones generales de 1999, Viktor Klima dimitió y fue sucedido por Schüssel, que formó un gobierno de coalición con el Partido de la Libertad. Pocas semanas más tarde, Klima aceptó un cargo de directivo de Volkswagen en Argentina. Simultáneamente dejó su puesto como presidente del SPÖ, que había ejercido desde 1997. Fue sucedido por Alfred Gusenbauer.

## Aspectos personales
Klima se ha casado en terceras nupcias. Tiene un hijo y una hija de su primer matrimonio. De su actual mujer tiene otros dos hijos. Klima fumaba mucho, probablemente sea uno de los últimos políticos que fumaban en público. Durante su presidencia llegó a ser hospitalizado por una enfermedad pulmonar.
- "Austria." Britannica Book of the Year, 2001. Encyclopædia Britannica Online. Encyclopædia Britannica, 2010. Web. 22 Jan. 2010
- "Klima, Viktor (1947-)." Encyclopedia of World Biography. Thomson Gale, 1998